# Maserati Indy

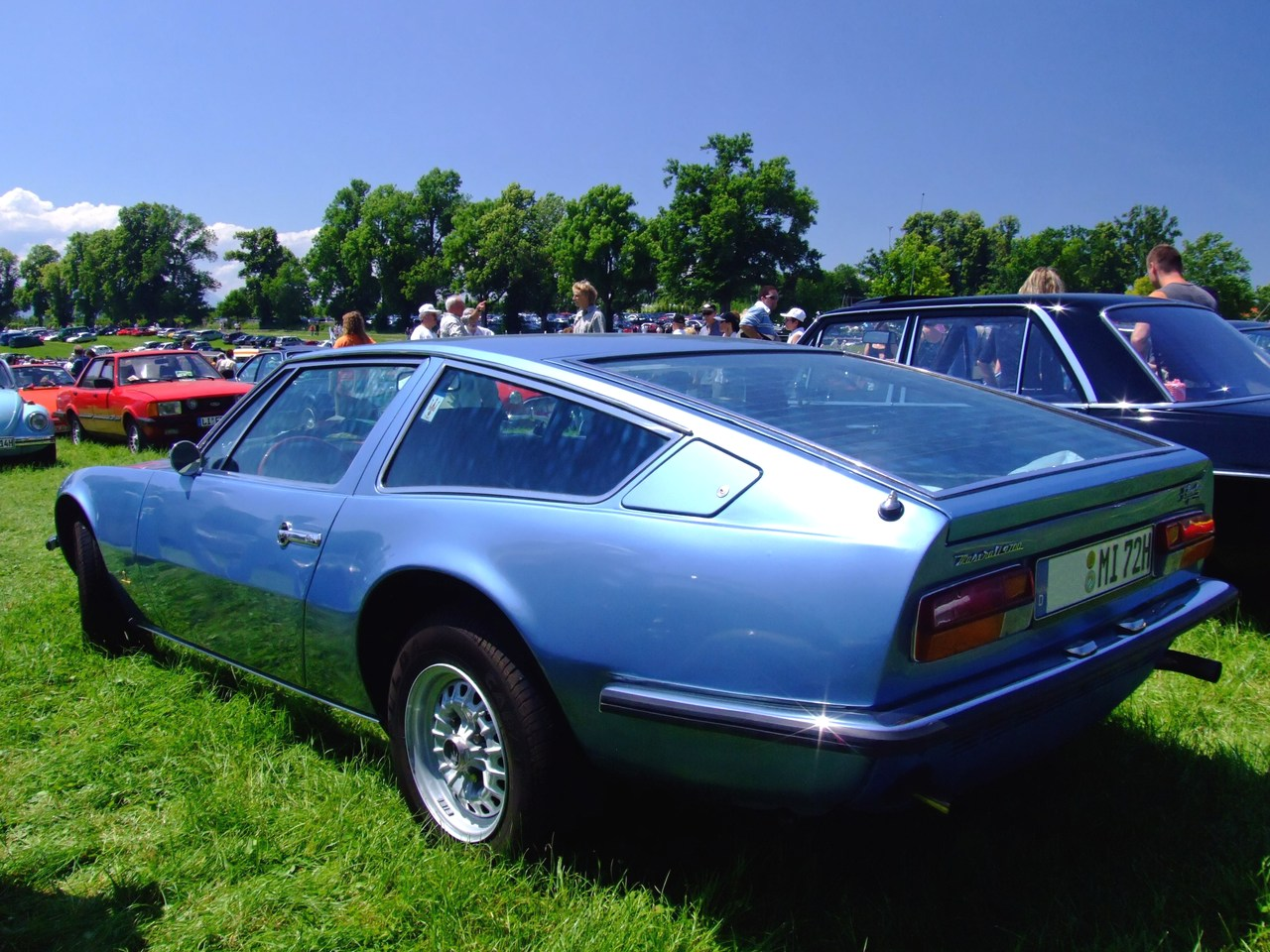
Arriére, Maserati Indy

La Maserati Indy est une automobile de type coupé grand tourisme 2+2 de luxe produit par le constructeur italien Maserati de 1969 à 1974.
Dessiné par Virginio Vairo et Delio Meinardi, ce modèle est présenté par la carrosserie Vignale au Salon international de l'automobile de Turin 1968, sous la forme d'un prototype de coupé deux portes avec quatre places, destiné à remplacer la Maserati Sebring. L'appellation « Indy » avait été choisie pour rappeler, de façon contractée, les deux victoires remportées par Maserati aux 500 Miles d'Indianapolis en 1939 et 1940.
La production débute en 1969. Le lancement officiel comme nouveau modèle Maserati a lieu au Salon automobile de Genève.
La première série disposait du moteur Maserati V8 de 4,2 litres mais à partir de 1970, le constructeur proposa une version avec son moteur V8 de 4,7 litres. En 1971, il proposera aussi une version avec son V8 de 4,9 litres provenant de la Maserati Ghibli, dont la puissance avait été réduite de 335 à 320 ch. À partir de 1973, le modèle ne sera équipé qu'avec ce dernier moteur. En plus de la Maserati Ghibli, ce même moteur équipera les modèles Bora, et Khamsin. Les derniers modèles bénéficiaient du freinage hydraulique développé par Citroën.
Tous les moteurs disposaient de quatre arbres à cames en tête, alimentés par quatre carburateurs Weber double corps type 42 DCNF. La boîte de vitesses mécanique ZF disposait de cinq rapports ; une boîte automatique trois vitesses Borg-Warner était offerte en option. C'était naturellement une propulsion.